# Ion Miu
Ion Miu (n. 21 ianuarie 1955, Titu, România) este un țambalist virtuoz, interpret român de muzică populară, lăutărească, caffe concert și clasică.

## Biografie
S-a născut în 1955 în orașul Titu, județul Dâmbovița. În 1959 începe să cânte la țambal sub îndrumarea tatălui. 
Activitatea artistică o începe în 1963 la Casa de Cultură Lenin din Titu unde cânta o baladă tradițională sub bagheta dirijorului Traian Târcolea.
În perioada 1963 - 1965 participă la câteva turnee în Paris și Roma unde este numit „copil-minune”. 
În 1966 începe să colaboreze cu Orchestra Uniunii Tineretului Comunist, sub bagheta lui Ionel Budișteanu, ca prim-solist instrumentist. În 1969 este solicitat pentru angajare de Ansamblul „Perinița”. Între anii 1971 și 1980 este angajat la Orchestra Ansamblului „Ciocârlia”, unde evoluează sub bagheta dirijorilor Victor Predescu, Tudor Pană și Constantin Arvinte. 
În perioada 1981 - 1990 are multe colaborări cu formații de folclor, de muzică lăutărească, dar și de muzică ușoară sau clasică (mai importante fiind colaborările cu Benone Damian și cu Corul Madrigal), această perioadă marcând și începutul colaborărilor sale cu toți marii lăutari ai generației `80, dar și cu cei mai vechi (printre care Ion Onoriu, Gabi Luncă și Ionică Minune). 
Între anii 1991 și 2000 locuiește în orașul Toulousse, în Franța, unde susține concerte de muzică clasică și baroque alături de Christophe Coin și Orchestra simfonică „Capitol", avându-l ca dirijor pe Michel Passon.

## Premii
În 1971 câștigă premiul I la „Berlin International Festival”, iar în 1980 câștigă premiul I la „Balkanski Festival”, sub bagheta dirijorului Paraschiv Oprea.

## Discografie
- EDC 535: Mari maeștrii muzicanți. Ion Miu - țambal (CD Electrecord 2005)

### Cântece din repertoriul său
| - Hora lui Leonard - Horă lăutărească - Cântec de ascultare - Hora lui Ion Miu | - Sârbă de la Babadag - Suită din Ardeal - Cântarea lui Oale - Leliță floare | - Măr domnesc - Blestemat să fii de stele - Vine cucul de trei zile - Brâul piteștenilor | - Fantezii ungare - Cântec bătrânesc - Moșule, te-aș întreba - Doina oltului |